# Sacedoncillo (Guadalajara)
Sacedoncillo (antiguamente Sacedón de la Sierra) es un pueblo español, hoy día abandonado, ubicado en el término municipal de Tamajón, en la provincia de Guadalajara.

## Geografía
Sacedoncillo se sitúa en un claro junto al arroyo de Sacedoncillo, que desemboca en el río Sorbe a pocos kilómetros de la aldea. 

## Historia
Fue siempre una pequeña aldea, agregada al término municipal de Muriel a mediados del siglo XIX.
A mediados del siglo XIX, el lugar, por entonces perteneciente todavía a Muriel, contaba con una población censada de 70 habitantes. La localidad aparece descrita en el decimotercer volumen del Diccionario geográfico-estadístico-histórico de España y sus posesiones de Ultramar de Pascual Madoz de la siguiente manera:

SACENDONCILLO: l. del distrito municipal de Muriel en la prov. de Guadalajara (6 leg.), part. jud. de Tamajon (1/2), aud. terr. de Madrid (12), c. g. de Castilla la Nueva, dióc. de Toledo (24). sit. en llano con buena ventilacion y saludable clima; tiene 22 casas; y una igl. aneja de la de La Mierla: confina el térm. con los de Tamajon, Muriel y La Mierla; el terreno fertilizado por un pequeño arroyo, es de buena calidad. caminos: los locales y el que dirige á la cab. del part. correo: se recibe y despacha en Cogolludo. prod.: trigo, centeno, patatas, judias, otras legumbres, leñas de combustible y pastos, con los que se mantiene ganado lanar, cabrio y vacuno; hay caza de liebres, conejos, perdices y alguna res. pobl.: 20 vec., 70 alm. cap. prod.: 732,500 rs. imp.: 29,300. contr.: 1,772.
(Madoz, 1849, p. 611)

Fue destruido en la última guerra civil española cuando quedó en la línea del frente. Sus habitantes fueron evacuados a Tamajón y el pueblo usado como cuartel y campo de prácticas militares. En los años 1960 sus terrenos fueron expropiados por el ICONA para repoblar de pinares la zona.

## Ruinas

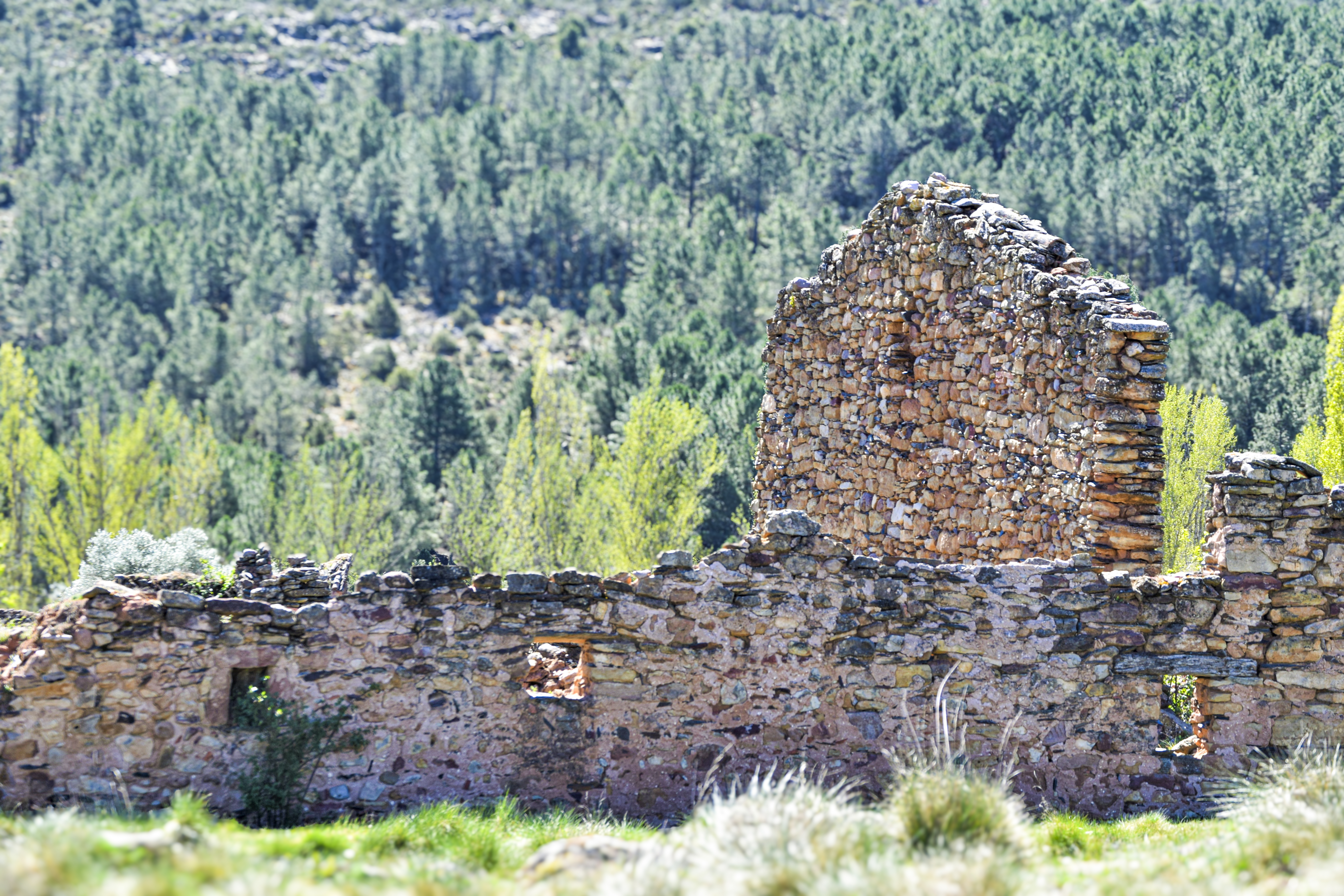
Resto de construcciones

Los edificios que se conservan en Sacedoncillo se encuentran todos semiderruidos.
En la parte sureste de la aldea se alzan las ruinas de la iglesia, de estilo románico, en la cual se puede apreciar su estructura, la entrada por la parte lateral sureste, el nártex y una ventana de arco de medio punto en la fachada sureste.
A pocos metros de la iglesia quedan las bases de un pequeño puente que cruzaba el arroyo para seguir el camino hacia Muriel. Junto al arroyo, al norte de la aldea se conserva la fuente de la Teta, cuyo caño se realizó con un obús desactivado de la última guerra civil.